# Fascia transversalis

Horizontalschnitt durch die Bauchwand mit Sicht auf die Fascia transversalis

Die Fascia transversalis abdominis ist eine Faszie und stellt einen bindegewebigen Teil der Bauchwand dar. Sie ist neben der Fascia endothoracica Teil der inneren Rumpffaszie. Die Fascia transversalis grenzt in Richtung Bauchhöhle direkt an das Bauchfell und ist mit diesem eng verbunden. Nach außen bildet sie die innere Abgrenzung des Musculus transversus abdominis, des Musculus rectus abdominis und des Musculus iliopsoas.
Beim Mann beziehungsweise männlichen Säugetieren und bei Hündinnen bildet die Fascia transversalis zusammen mit dem Bauchfell den Processus vaginalis.